# Verónica Echegui
Verónica Fernández Echegaray (Madrid, 1983. június 16. –) spanyol színésznő.

## Filmográfia

### Film
| Év   | Magyar cím                     | Eredeti cím                                         | Szerep            | Magyar hang  |
| ---- | ------------------------------ | --------------------------------------------------- | ----------------- | ------------ |
| 2004 |                                | Cerrojos (rövidfilm)                                | Sandra            |              |
| 2005 |                                | El álbum blanco (rövidfilm)                         | ismeretlen szerep |              |
| 2006 |                                | Línea 57                                            | Natalia           |              |
| 2006 | Nevem: Juani                   | Yo soy la Juani                                     | Juani             |              |
| 2007 |                                | El menor de los males                               | Vanesa            |              |
| 2007 | Kívánj valamit!                | Tocar el cielo                                      | Elena             |              |
| 2008 | 8 randi                        | 8 citas                                             | Vane              |              |
| 2008 | A börtön udvarán               | El patio de mi cárcel                               | Isa               |              |
| 2008 |                                | La casa de mi padre                                 | Sara              |              |
| 2009 | A nyúlon túl                   | Bunny and the Bull                                  | Eloisa            |              |
| 2010 | Óscar másik fele               | La mitad de Óscar                                   | María             |              |
| 2010 |                                | Tetequiquiero (rövidfilm)                           | Sandra            |              |
| 2011 |                                | Verbo                                               | Medussa           |              |
| 2011 | A vakság formái                | Seis puntos sobre Emma                              | Emma              | Pálmai Anna  |
| 2011 | Katmandu – Tükör az égen       | Katmandú, un espejo en el cielo                     | Laia              |              |
| 2012 | Az igazság nyomában            | The Cold Light of Day                               | Lucia Caldera     | Kelemen Kata |
| 2013 |                                | &ME                                                 | Edurne            |              |
| 2013 | Csókok és gólok                | La gran familia española                            | Cris              |              |
| 2014 |                                | Kamikaze                                            | Nancy             |              |
| 2016 | Megőrjítesz Susana             | Me estás matando, Susana                            | Susana            | Gáspár Kata  |
| 2016 |                                | No culpes al karma de lo que te pasa por gilipollas | Sara              |              |
| 2017 |                                | La niebla y la doncella                             | Ruth Anglada      |              |
| 2017 | Engedd el magad!               | Lasciati andare                                     | Claudia           |              |
| 2017 | Csak egy meló (A vadász imája) | The Hunter's Prayer                                 | Dani              | Vadász Bea   |
| 2020 |                                | L'ofrena                                            | Rita              |              |
| 2020 | Ismeretlen eredet              | Orígenes secretos                                   | Norma             |              |
| 2020 |                                | Explota explota                                     | Amparo            |              |
| 2021 | Ahol kettőnek van hely…        | Donde caben dos                                     | Ana               |              |
| 2022 | A szerelem könyve              | Book of Love                                        | Maria Rodríguez   |              |
| 2022 | Eltitkolt történetek           | Historias para no contar                            | Sofía             |              |
| 2022 |                                | Objetos                                             | Helena            |              |
| 2024 |                                | Yo no soy esa                                       | Susana            |              |
| 2024 |                                | Justicia artificial                                 | Carmen Costa      |              |

## Díjak és jelölések
Nevem: Juani (2006)
- Milánói Nemzetközi Filmfesztivál – legjobb színésznő
- Sant Jordi-díj – legjobb spanyol színésznő

El menor de los males (2007)
- Málagai Spanyol Filmfesztivál – legjobb mellékszereplő

A vakság formái (2011)
- Málagai Spanyol Filmfesztivál – legjobb színésznő

Katmandu – Tükör az égen (2011)
- Gaudí-díj – legjobb színészi alakítás